# مستقبلية جديدة

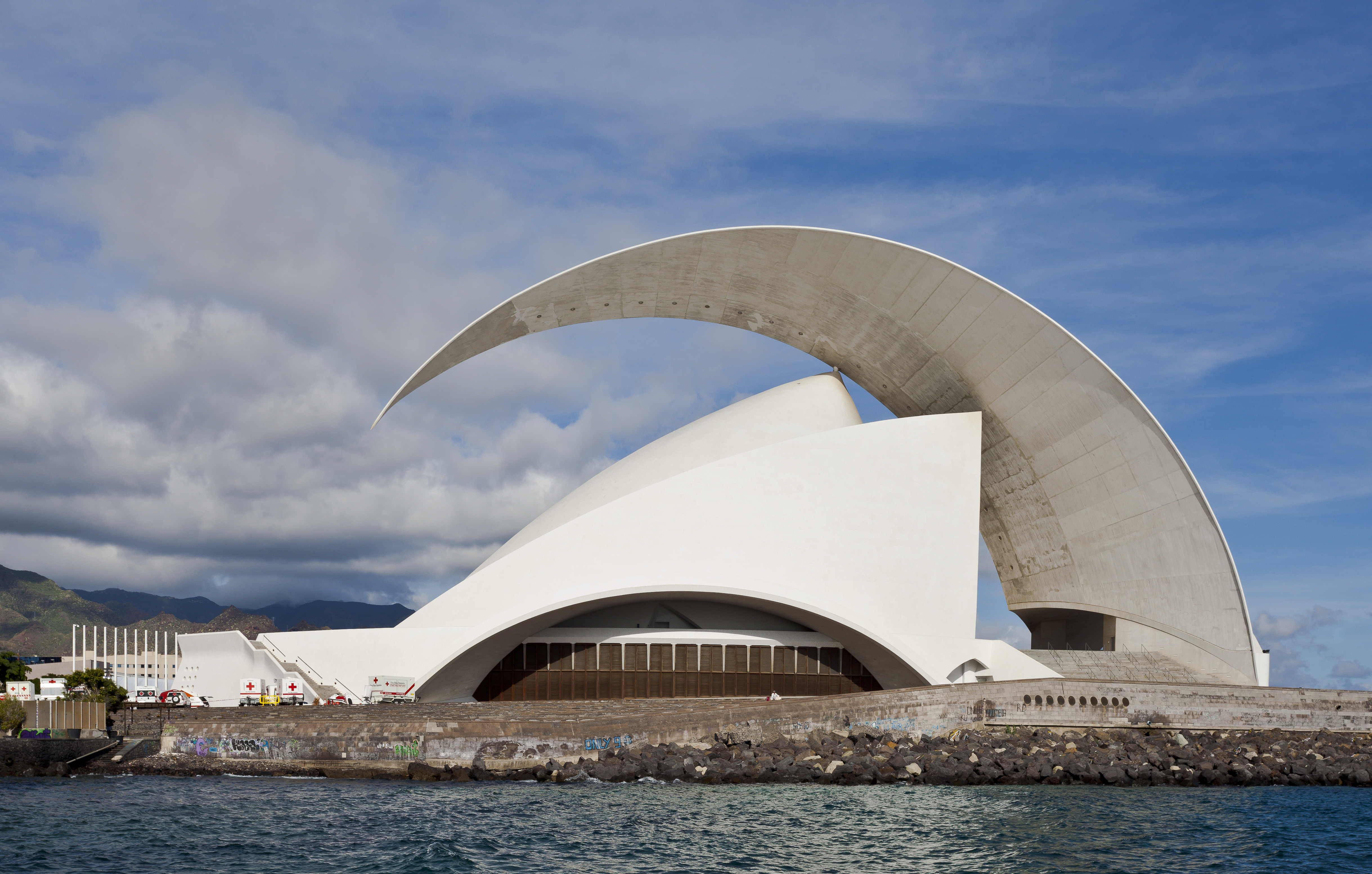
مبنى تينيريفي أوبرا في جزر الكناري من تصميم سانتياغو كالاترافا، 2003.

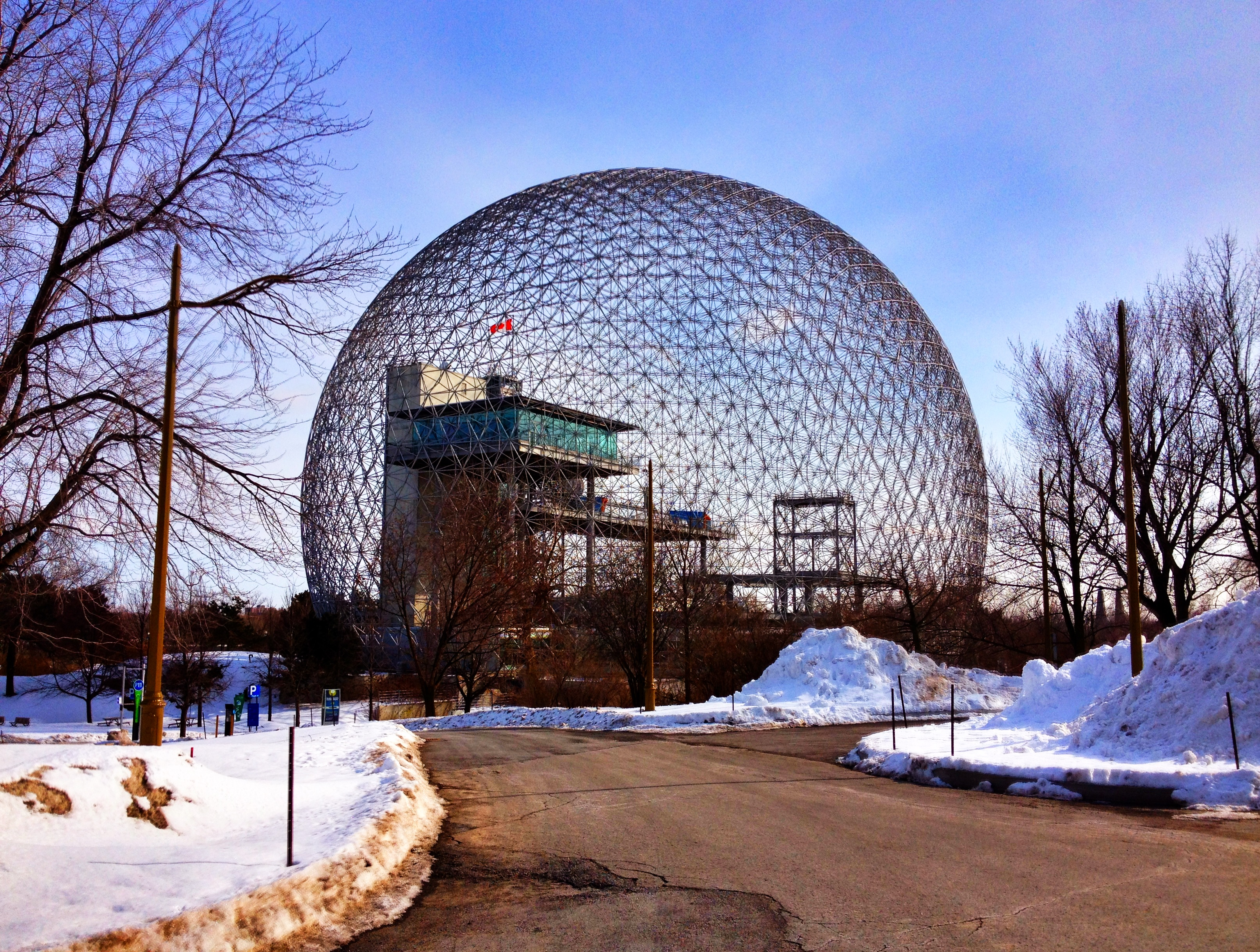
قبة البايوسفير في مونتريال من تصميم ريتشارد بوكمينستر فولر، 1967.

المستقبلية الجديدة أو نيو مستقبلية (بالإنجليزية: Neo-futurism) هي طراز معماري معاصر وحركة فنية طليعية. يعود تأسيس هذا الاتجاه إلى نهاية القرن العشرين وبداية القرن الواحد والعشرين. كما يمكن أن يُنظر إليه على أنه خروج عن مبادئ عمارة ما بعد الحداثة، ويمثل الاعتقاد المثالي بالوئام مع التكنولوجيا.
تمثل هذه الحركة الطليعية إعادة التفكير المستقبلي لجمالية ووظائف المدن سريعة النمو. ويؤمن مخططو المدن والمعماريون والمصممون المستقبليون الجدد بالمدن التي تظهر العواطف، ويهتمون بالجانب البيئي والاستدامة، وتنفيذ مواد وتقنيات جديدة لتوفير نوعية حياة أفضل لسكان المدن.

## تاريخ
تعود بداية نشأة هذا الاتجاه الفني والمعماري إلى الستينيات والسبعينيات من القرن العشرين. كما أدى التحول نحو التصنيع اجتماعيًا واقتصاديّا من مجتمع زراعي لمجتمع صناعي، والذي بدأ في جميع أنحاء العالم بعد نهاية الحرب العالمية الثانية، إلى ظهور تيارات جديدة من الفكر في الفن والعمارة، مما أدى بدوره إلى ظهور طرز ما بعد الحداثة، النيو حداثية ومن ثم المستقبلية الجديدة.

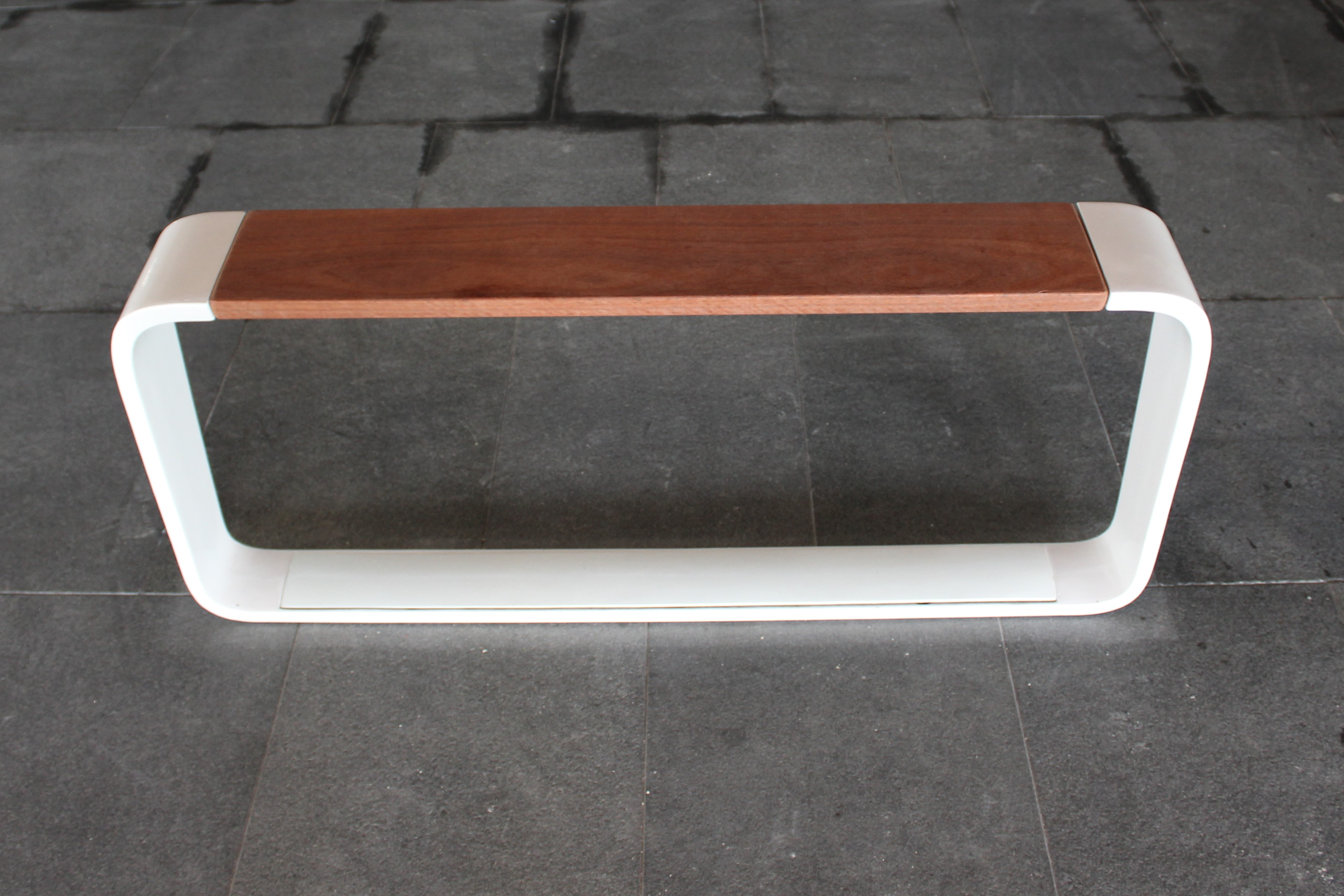
مقعد ذو تصميم مستقبلي جديد.

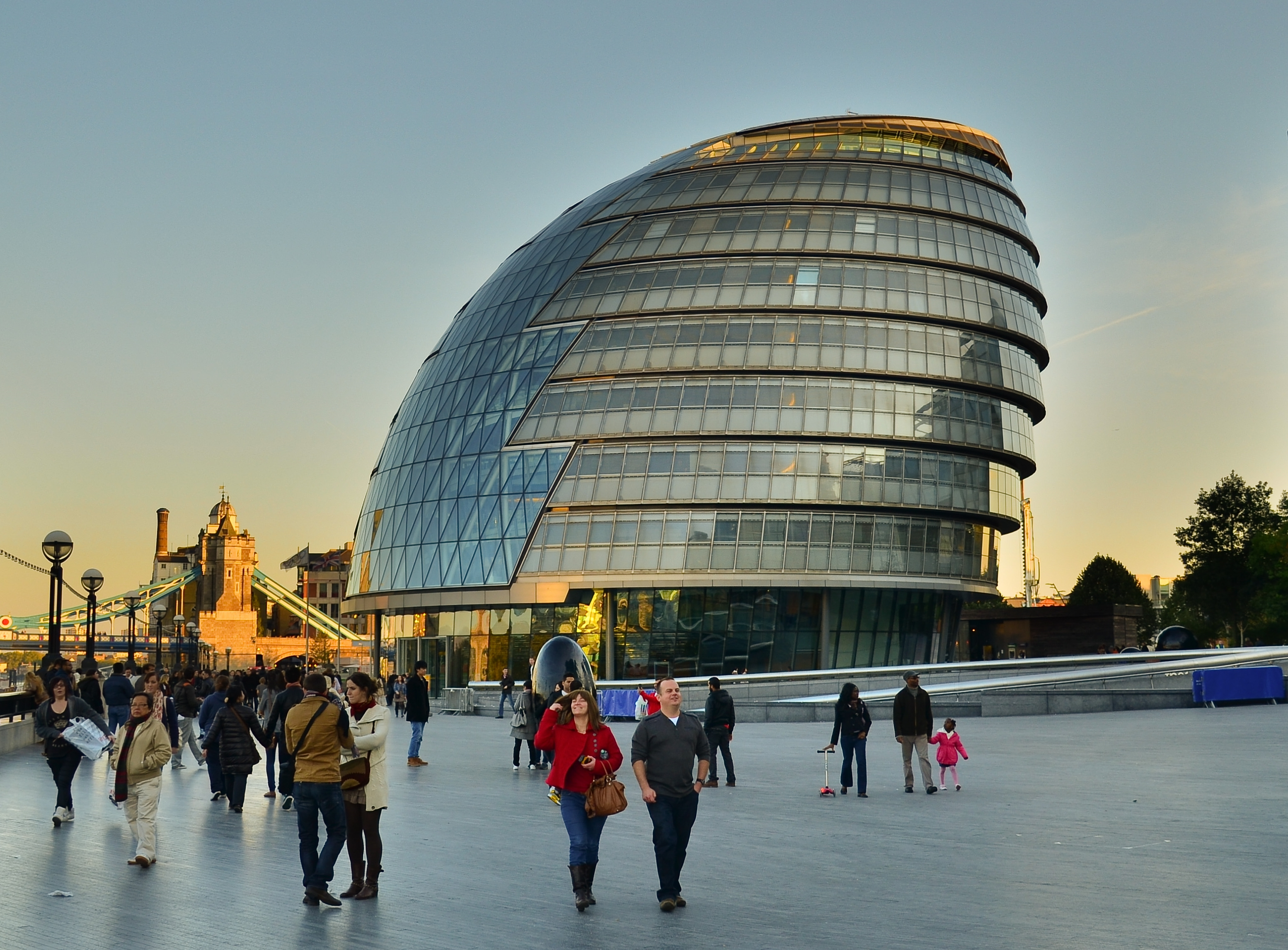
مبنى بلدية لندن في لندن من تصميم نورمان فوستر، 2002.

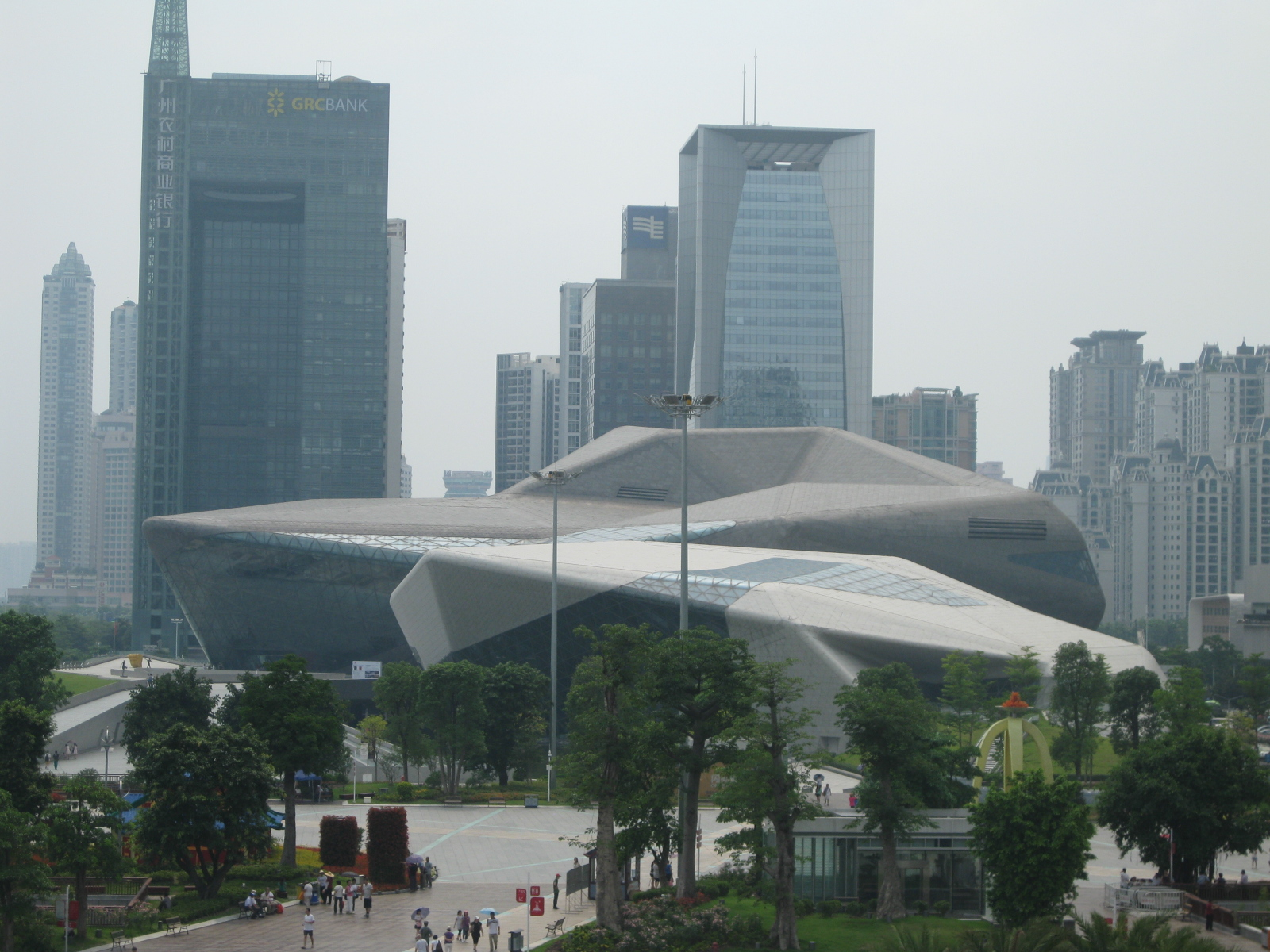
دار أوبرا غوانزو في غوانزو من تصميم زها حديد، 2010.

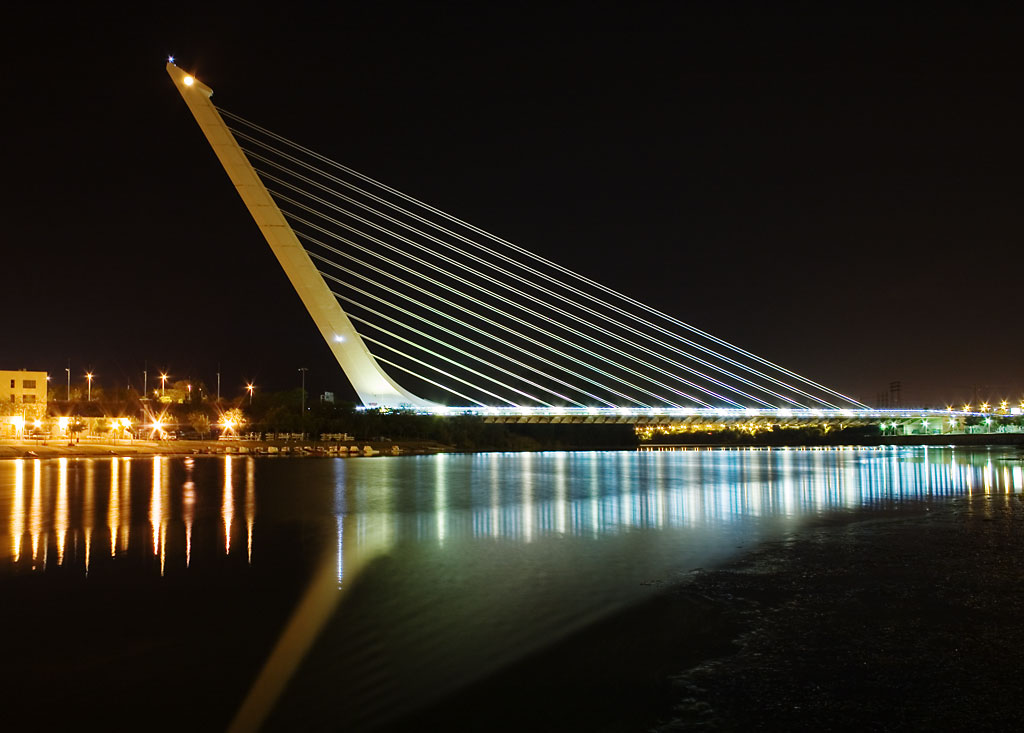
جسر الاميلو في إشبيلية من تصميم سانتياغو كالاترافا، 1992.

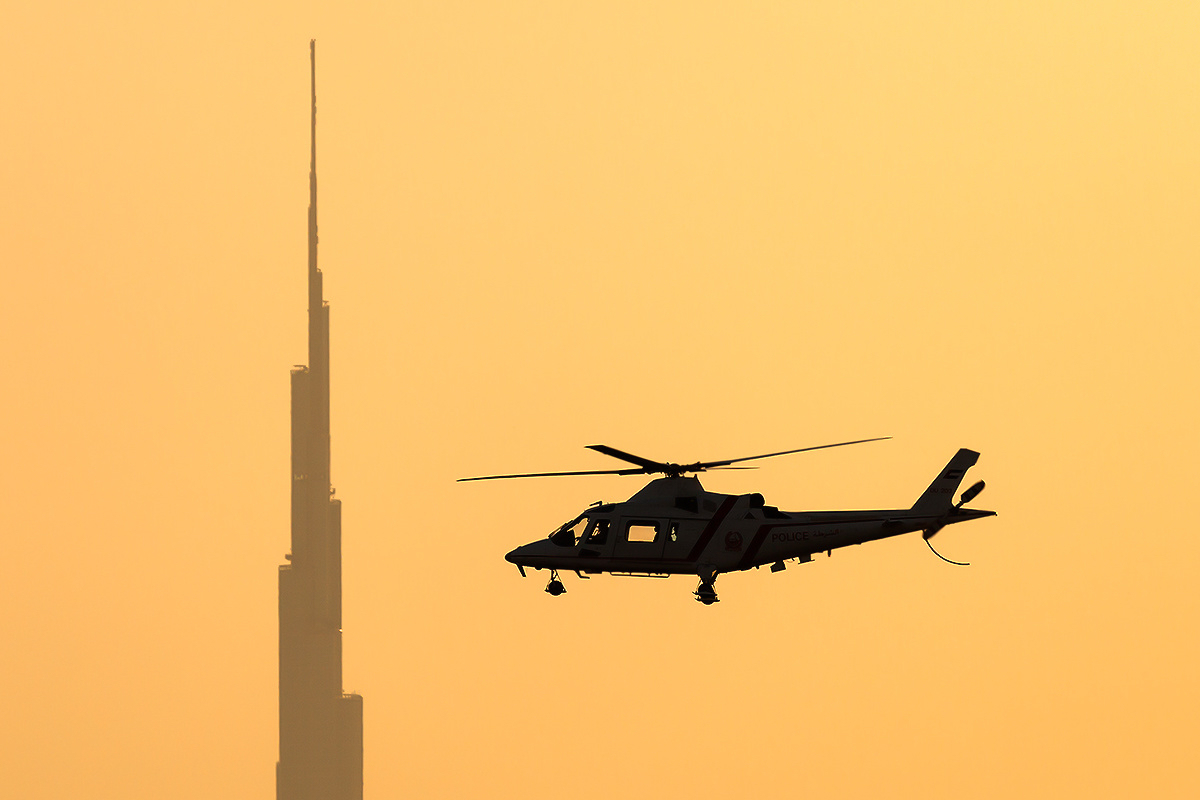
برج خليفة في دبي من تصميم أدرين سميث، 2010.

يُعد المعمار الأمريكي ريتشارد بوكمينستر فولر ومعه عدد من الفنانين والمعماريين والشعراء الأمريكان والأوربيين مثل إيرو سارينين، سيد ميد، أندريه فوزنيسينسكي، سيمون ستالينهاغ، هيننغ لارسن، یان کابلیتسکي، ماركو لودولا، من رواد هذا الاتجاه الفني والمعماري.
كما يُعد مشروع قصر المرح (بالإنجليزية: The Fun Palace) من أول المشاريع المستقبلية الجديدة، والذي يعود لعام 1961، وفسّره العمار سيدرك برايس على أنه "ماكنة مستقبلية جديدة عملاقة"، رغم أنه لم يُنفذ أبدًا، إلا أنه أثر في عدد من المعاريين المعاصرين مثل ريتشارد روجرز ورينزو بيانو، الذي صمم مبنى مركز جورج بومبيدو واستوحى في تصميميه أفكارًا من برايس.
لقد أعاد إطلاق المستقبلية الجديدة في القرن الواحد والعشرين عدد من المعماريين المعاصرين مثل زها حديد وسانتياغو كالاترافا وأدرين سميث ونورمان فوستر وفيتو ديباري، حيث يظهر هذا جليًا في تصميماتهم المعمارية.

## أمثلة
- المكتبة البريطانية للعلوم السياسية والاقتصادية، المملكة المتحدة
- دار أوبرا كوبنهاغن، الدنمارك
- مبنى بلدية لندن، المملكة المتحدة
- السقف الفسيفسائي الزجاجي بالمتحف البريطاني، المملكة المتحدة
- التصميم الداخلي المستقبلي لمطار هونغ كونغ الدولي
- برج سويس ري، المملكة المتحدة
- مباني مدينة الفنون والعلوم، إسبانيا
- تينيريفي أوبرا، جزر الكناري، إسبانيا
- جسر الاميلو، إسبانيا
- برج الجذع المتحول، السويد
- مركز حيدر علييف، أذربيجان
- برج طوكيو سكاي تري، اليابان
- قبة البايوسفير، كندا
- برج خليفة، الإمارات العربية المتحدة
- فندق ريوغيونغ، كوريا الشمالية
- مارينا باي ساندز، سنغافورة

## وصلات خارجية
- المستقبلية الجديدة: العمارة والتكنولوجيا، 1987.